# Dystymi
Dystymi, depressiv neuros, neurotisk depression eller kronisk depression, är en affektiv störning som liknar en depression fast med långvariga symptom. Ordet dystymi kommer av grekiskans δυσ dys, "dålig", och θῡμός thymos, "själ".
Jämfört med en vanlig depression, där individer periodvis går i depressiva faser, är dystymi ett kroniskt tillstånd, det vill säga ett tillstånd som varar i minst två år. Däremot kan de som lider av dystymi uppleva det som kallas för dubbel depression, vilket innebär att de, utöver den kroniska depressionen, även har hamnat i en depressiv fas lik en vanlig depression. På det norra halvklotet sker det ofta under vintern, då det minskade solljuset har en negativ påverkan på sinnet, vilket liknar en årstidsbunden depression.
Diagnosen är mindre akut jämfört med en vanlig depression, men symptomen är inte nödvändigtvis mildare. Tillståndet kan vara bättre några dagar, men överlag är personen håglös, sorgsen och trött. Personen kan ha sömnsvårigheter, känna sig missnöjd med sin livsinsats, ha svårt att uppskatta livets bättre sidor och vardagsdetaljer som kan få en på bättre humör, vara viljelös och känna livsleda. Tillståndet kan ha inslag av lättare neuros.